# Siamoise (tkanina)
Siamoise (česky: siamská tkanina) je souhrnný pojem pro kárované nebo pruhované tkaniny, které se dostaly pravděpodobně v 17. století do Francie a dále do Evropy z dnešního Thajska.
Tkanina byla původně známá jako zboží z hedvábné nebo jemné lněné příze s použitím na módní dámské oděvy. V 21. století se vyrábí z hrubších bavlněných, viskózových nebo směsových přízí (např. 33 tex) v  plátnové vazbě (21 x 21 nití/cm). 
Používá se na zástěry, ubrusy, ručníky, povlaky na polštáře a přikrývky, závěsy

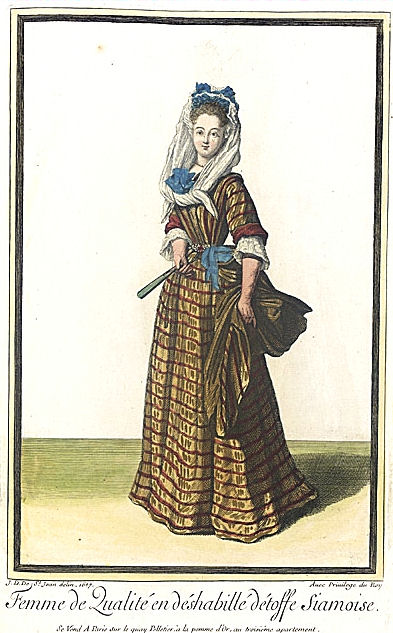
Šaty ze siamské tkaniny z roku 1687
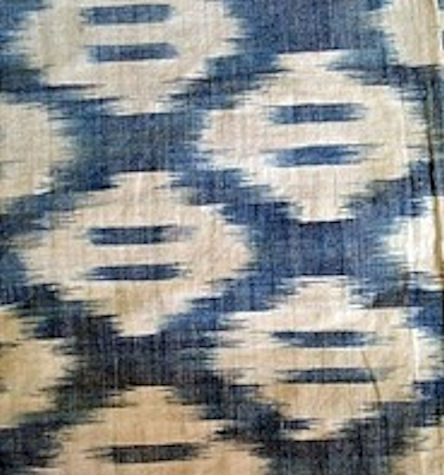
Siamose flammé, franzouzská odvozenina thajského ikatu (18. století)
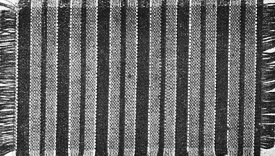
Bavlněná siamská tkanina ve 4 barvách osnovních nití (20. léta 20. století)
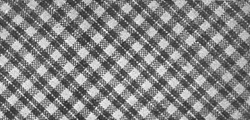
Bavlněná siamská tkanina na zástěry asi z roku 1925